# Ибър (река)
Вижте пояснителната страница за други значения на Ибър.
Ибър (на сръбски: Ибар или Ibar) е река в Черна гора, Сърбия и Косово, десен приток на Западна Морава, от басейна на Дунав. Дължина 276 km, площ на водосборния басейн 8059 km².

## Физикогеографска характеристика
Река Ибър води началото си от източния склон на планината Хала (част от планинския масив Проклетия), на 1475 m н.в., на 10 km от село Рожай, в най-източната част на Черна гора. След около 30 km, североизточно от черногорското село Бач навлиза в сръбска територия, а след още около 25 km, при опашката на язовира „Газивода“, напуска Сърбия и навлиза в Косово. След изтичането си от язовира преминава през крайната северна периферия на обширната котловина Косово поле, в град Косовска Митровица приема отдясно най-големия си приток Ситница (90 km, 3129 km²), след което рязко завива на север. След завоя Ибър тече през тясна долина на протежение от 100 km, наречена Ибърски пролом между планините Копаоник, Желин и Столова планина на изток, Рогозна, Голия, Радочело, Чемерно и Троглав на запад. По-надолу по течението реката образува живописен пролом (наречен Клисура) , който е дълъг 40 km и 550 m дълбок. В тази си част долината и пролома на Ибър са естествения главен път на Сърбия към Косово, известен още и като Ибърската магистрала. Целият този район представлява няколко последователни долинни разширения, разделени от проломи с обща дължина 110 km и широчина 15 – 20 km. Района е познат като Ибърския край (на сръбски: Ибарски крај), съставна част на Рашки окръг. Тук реката получава основните си притоци Рашка (60 km, 1193 km²), Студеница (60 km, 582 km²) и Лопатница отляво и Йошаница отдясно. След излизането си от пролома Ибър тече между ридовете Студена и Равна и източно от град Кралево, на 186 m н.в. се влива отдясно в река Западна Морава. Целия този район е богат на полезни изкопаеми – олово, цинк, сребро, като в него има няколко големи рудника (Трепча и др.), желязна руда (Копаоник, Рашка), никел (Копаоник), азбест (Бървеник), магнезий (Бела стена) и каменни въглища. Рудодобивните предприятия правят Ибър най-замърсената река в Сърбия.
Водосборният басейн на Ибър е с площ от 8059 km² (50,85% от водосборния басейн на Западна Морава), като обхваща южните части на Сърбия, северната и централната част на Косово и малък участък от крайната източна част на Черна гора. На изток водосборния басейн на Ибър граничи с водосборните басейни на реките Расина (десен приток на Западна Морава и Южна Морава (дясна съставяща на Велика Морава), на юг – с водосборния басейн на река Вардар (от басейна на Егейско море), на югозапад – с водосборния басейн на река Дрин (от басейна на Адриатическо море), а на запад – с водосборните басейни на реките Дрина (десен приток на Сава), Голийска Моравица и други по-малки десни притоци на Западна Морава.
Въпреки че по-голямата част от долината на Ибър е планинска, тя е доста гъсто заселена, като по-големите селища са градовете: Косовска Митровица в Косово, Рашка и Кралево в Сърбия.